# Acetato de hexila
Acetato de hexila é o éster de fórmula molecular C8H16O2.  Ele é usado principalmente com solvente para resinas, polímeros, gorduras e óleos. Ele também é usado como aditivo em tintas para melhorar a dispersão sobre superfícies.
Acetato de hexila também é usado como flavorizante por causa de seu odor de frutas e é naturalmente presente em várias frutas e bebidas alcoólicas.